# Karin de Laval
Karin Sofia Elisabeth de Laval, ogift Ljung, född 16 november 1894 i Vimmerby, död 11 december 1973 i Oscars församling i Stockholm, var en svensk översättare från en rad språk. Mest känd blev hon som introduktör av italiensk litteratur i Sverige.
Författare som de Laval översatt är bland annat Aleksej Tolstoj från ryska, Arthur Schnitzler från tyska, Émile Zola från franska, Arturo Barea från engelska; och från italienska bland annat Corrado Alvaro, Mario Soldati, Dacia Maraini och Alberto Moravia. I Axel Liffners intervju från 1954 berättar hon om sina personliga möten med Alvaro och Moravia.
Hon var gift med ingenjören, sedermera direktören Claude Gustaf Hjalmar de Laval  (1888–1975), men var vid frånfället skild sedan 1950.
Karin de Laval är gravsatt i minneslunden på Skogskyrkogården i Stockholm.

## Priser och utmärkelser
- 1951 – Boklotteriets stipendiat
- 1970 – Svenska Akademiens översättarpris
- 1971 – Tidningen Vi:s litteraturpris